# Fuerza neta
La fuerza neta es la suma vectorial de las fuerzas que actúan sobre una partícula o cuerpo. La fuerza neta es una fuerza única que reemplaza el efecto de las fuerzas originales en el movimiento de la partícula. Le da a la partícula la misma aceleración que todas esas fuerzas reales juntas como se describe en la segunda ley de movimiento de Newton. 
En física es posible determinar el torque asociado con el punto de aplicación de una fuerza neta para que mantenga el movimiento de los chorros del objeto bajo el sistema original de fuerzas. Su par asociado, la fuerza neta, se convierte en la fuerza resultante y tiene el mismo efecto sobre el movimiento de rotación del objeto que todas las fuerzas reales tomadas juntas. Es posible que un sistema de fuerzas defina una fuerza resultante libre de torque. En este caso, la fuerza neta, cuando se aplica en la línea de acción adecuada, tiene el mismo efecto en el cuerpo que todas las fuerzas en sus puntos de aplicación. No siempre es posible encontrar una fuerza resultante libre de torque. 

## Fuerza total

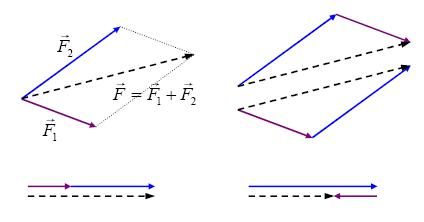
Un método esquemático para la suma de fuerzas.

La fuerza es una cantidad vectorial, lo que significa que tiene una magnitud y una dirección, y generalmente se denota con negrita como F o con una flecha sobre el símbolo, como {\displaystyle \scriptstyle {\vec {F}}} . 
Gráficamente una fuerza se representa como un segmento de línea desde su punto de aplicación A hasta un punto B, que define su dirección y magnitud. La longitud del segmento AB representa la magnitud de la fuerza. 
El cálculo vectorial se desarrolló a finales del siglo XIX y principios del siglo XX. Sin embargo, la regla del paralelogramo utilizada para la adición de fuerzas data de la antigüedad y Galileo y Newton la señalan explícitamente.
El diagrama muestra la suma de las fuerzas {\displaystyle \scriptstyle {\vec {F}}_{1}} y {\displaystyle \scriptstyle {\vec {F}}_{2}} . La suma {\displaystyle \scriptstyle {\vec {F}}} de las dos fuerzas se dibuja como la diagonal de un paralelogramo definido por las dos fuerzas. 
Las fuerzas aplicadas a un cuerpo extendido pueden tener diferentes puntos de aplicación. Las fuerzas son vectores enlazados y se pueden agregar solo si se aplican en el mismo punto. La fuerza neta obtenida de todas las fuerzas que actúan sobre un cuerpo no preserva su movimiento a menos que se aplique en el mismo punto, y con el par apropiado asociado con el nuevo punto de aplicación determinado. La fuerza neta sobre un cuerpo aplicada en un solo punto con el par apropiado se conoce como la fuerza y el torque resultantes.

## Regla de paralelogramo para la suma de fuerzas
Una fuerza se conoce como vector encuadernado, lo que significa que tiene una dirección, magnitud y un punto de aplicación. Una forma conveniente de definir una fuerza es mediante un segmento de línea desde un punto A hasta un punto B. Si denotamos las coordenadas de estos puntos como A = (Ax, Ay, Az) y B = (Bx, By, Bz), entonces el vector de fuerza aplicado en A viene dado por 
{\displaystyle \mathbf {F} =\mathbf {B} -\mathbf {A} =(B_{x}-A_{x},B_{y}-A_{y},B_{z}-A_{z}).}
La longitud del vector B - A define la magnitud de F y viene dada por 
{\displaystyle |\mathbf {F} |={\sqrt {(B_{x}-A_{x})^{2}+(B_{y}-A_{y})^{2}+(B_{z}-A_{z})^{2}}}.}
La suma de dos fuerzas F1 y F2 aplicadas en A puede calcularse a partir de la suma de los segmentos que las definen. Sea F1 = B - A y F2 = D - A, entonces la suma de estos dos vectores es 
{\displaystyle \mathbf {F} =\mathbf {F} _{1}+\mathbf {F} _{2}=\mathbf {B} -\mathbf {A} +\mathbf {D} -\mathbf {A} ,}
que se puede escribir como 
{\displaystyle \mathbf {F} =\mathbf {F} _{1}+\mathbf {F} _{2}=2({\frac {\mathbf {B} +\mathbf {D} }{2}}-\mathbf {A} )=2(\mathbf {E} -\mathbf {A} ),}
donde E es el punto medio del segmento BD que une los puntos B y D.
Por lo tanto, la suma de las fuerzas F 1 y  2 es el doble del segmento que une A al punto medio E del segmento que une los puntos finales B y D de las dos fuerzas. La duplicación de esta longitud se logra fácilmente definiendo un segmento BC y DC paralelo a AD y AB, respectivamente, para completar el paralelogramo ABCD . La diagonal AC de este paralelogramo es la suma de los dos vectores de fuerza. Esto se conoce como la regla del paralelogramo para la adición de fuerzas. 

## Traslación y rotación debido a una fuerza

### Fuerzas puntuales
Cuando una fuerza actúa sobre una partícula, se aplica a un solo punto (el volumen de la partícula es despreciable): esta es una fuerza puntual y la partícula es su punto de aplicación. Pero una fuerza externa sobre un cuerpo extendido (objeto) se puede aplicar a varias de sus partículas constituyentes, es decir, se puede "extender" sobre algún volumen o superficie del cuerpo. Sin embargo, determinar su efecto de rotación en el cuerpo requiere que especifiquemos su punto de aplicación (en realidad, la línea de aplicación, como se explica a continuación). El problema generalmente se resuelve de las siguientes maneras: 
- A menudo el volumen o la superficie sobre la que actúa la fuerza es relativamente pequeño en comparación con el tamaño del cuerpo, por lo que puede aproximarse por un punto. Por lo general no es difícil determinar si el error causado por tal aproximación es aceptable.
- Si no es aceptable (obviamente, por ejemplo, en el caso de la fuerza gravitacional), dicha fuerza de "volumen / superficie" debe describirse como un sistema de fuerzas (componentes), cada uno de los cuales actúa sobre una sola partícula, y luego el cálculo debe realizarse para cada uno de ellos por separado. Tal cálculo generalmente se simplifica mediante el uso de elementos diferenciales del volumen / superficie corporal y el cálculo integral. Sin embargo, en varios casos, se puede demostrar que dicho sistema de fuerzas puede ser reemplazado por una fuerza de un solo punto sin el cálculo real (como en el caso de la fuerza gravitacional uniforme).

En cualquier caso, el análisis del movimiento del cuerpo rígido comienza con el modelo de fuerza puntual. Y cuando una fuerza que actúa sobre un cuerpo se muestra gráficamente, el segmento de línea orientada que representa la fuerza generalmente se dibuja para "comenzar" (o "terminar") en el punto de aplicación. 

### Cuerpos rígidos

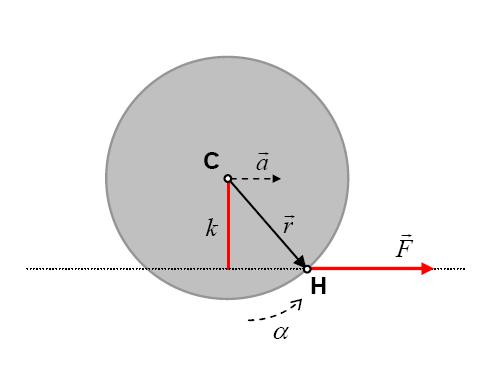
Cómo una fuerza acelera un cuerpo.

En el ejemplo que se muestra en el diagrama opuesto, una sola fuerza {\displaystyle \scriptstyle {\vec {F}}} actúa en el punto de aplicación H sobre un cuerpo rígido libre. El cuerpo tiene la masa {\displaystyle \scriptstyle m} y su centro de masa es el punto C. En la aproximación de masa constante, la fuerza provoca cambios en el movimiento del cuerpo descritos por las siguientes expresiones: 
{\displaystyle {\vec {a}}={{\vec {F}} \over m}}    es el centro de aceleración de masa; y
{\displaystyle {\vec {\alpha }}={{\vec {\tau }} \over I}}    Es la aceleración angular del cuerpo.
En la segunda expresión, {\displaystyle \scriptstyle {\vec {\tau }}} es el par o momento de fuerza, mientras que {\displaystyle \scriptstyle I} Es el momento de inercia del cuerpo. Un par causado por una fuerza {\displaystyle \scriptstyle {\vec {F}}} es una cantidad vectorial definida con respecto a algún punto de referencia: 
{\displaystyle {\vec {\tau }}={\vec {r}}\times {\vec {F}}}    es el vector de torque y
{\displaystyle \ \tau =Fk}    es la cantidad de torque
El vector {\displaystyle \scriptstyle {\vec {r}}} es el vector de posición del punto de aplicación de fuerza, y en este ejemplo se extrae del centro de masa como el punto de referencia de (ver diagrama). El segmento de línea recta {\displaystyle \scriptstyle k} es el brazo de palanca de la fuerza {\displaystyle \scriptstyle {\vec {F}}} con respecto al centro de masa. Como sugiere la ilustración, el par no cambia (el mismo brazo de palanca) si el punto de aplicación se mueve a lo largo de la línea de aplicación de la fuerza (línea negra punteada). Más formalmente, esto se deduce de las propiedades del producto vectorial, y muestra que el efecto de rotación de la fuerza depende solo de la posición de su línea de aplicación, y no de la elección particular del punto de aplicación a lo largo de esa línea. 
El vector de torque es perpendicular al plano definido por la fuerza y el vector {\displaystyle \scriptstyle {\vec {r}}}, y en este ejemplo está dirigido hacia el observador; El vector de aceleración angular tiene la misma dirección. La regla de la mano derecha relaciona esta dirección con la rotación en sentido horario o antihorario en el plano del dibujo. 
El momento de inercia {\displaystyle \scriptstyle I} se calcula con respecto al eje a través del centro de masa que es paralelo al par. Si el cuerpo que se muestra en la ilustración es un disco homogéneo, este momento de inercia es {\displaystyle \scriptstyle I=mr^{2}/2} . Si el disco tiene la masa 0,5 kg y el radio 0,8 m, el momento de inercia es 0,16 kg m². Si la cantidad de fuerza es de 2 N, y el brazo de palanca de 0,6 m, la cantidad de torque es de 1,2 Nm. En el instante mostrado, la fuerza le da al disco la aceleración angular α = τ / I = 7,5 rad/s2, y a su centro de masa le da a la aceleración lineal = F/m = 4 m/s2. 

## Fuerza resultante

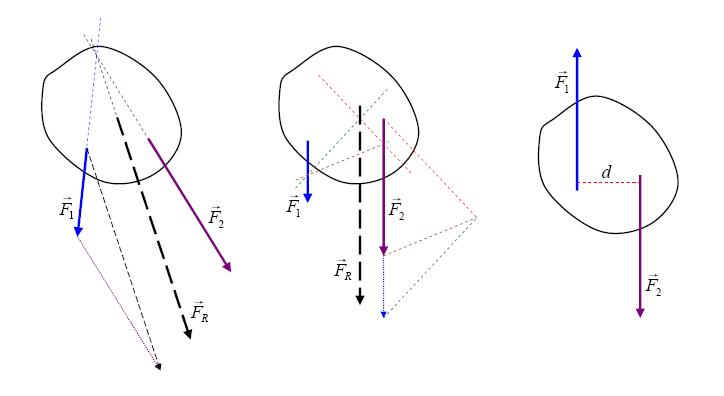
Colocación gráfica de la fuerza resultante.

La fuerza resultante y el par reemplazan los efectos de un sistema de fuerzas que actúan sobre el movimiento de un cuerpo rígido. Un caso especial interesante es una resultante libre de torque, que se puede encontrar de la siguiente manera: 
1. La suma de vectores se usa para encontrar la fuerza neta;
2. Use la ecuación para determinar el punto de aplicación con par cero:

{\displaystyle {\vec {r}}\times {\vec {F}}_{\mathrm {R} }=\sum _{i=1}^{N}({\vec {r}}_{i}\times {\vec {F}}_{i})}
dónde {\displaystyle {\vec {F}}_{\mathrm {R} }} es la fuerza neta {\displaystyle {\vec {r}}} localiza su punto de aplicación, y las fuerzas individuales son {\displaystyle {\vec {F}}_{i}} con puntos de aplicación {\displaystyle {\vec {r}}_{i}} . Puede ser que no haya un punto de aplicación que produzca un resultado libre de torque. 
El diagrama opuesto ilustra métodos gráficos simples para encontrar la línea de aplicación de la fuerza resultante de sistemas planos simples: 
1. Líneas de aplicación de las fuerzas reales. {\displaystyle {\vec {F}}_{1}} y {\displaystyle {\vec {F}}_{2}} en la ilustración de la izquierda se cruzan. Después de realizar la adición del vector "en la ubicación de {\displaystyle {\vec {F}}_{1}} ", la fuerza neta obtenida se traduce de modo que su línea de aplicación pase por el punto de intersección común. Con respecto a ese punto, todos los pares son cero, por lo que el par de la fuerza resultante {\displaystyle {\vec {F}}_{\mathrm {R} }} es igual a la suma de los pares de las fuerzas reales.
2. La ilustración en el medio del diagrama muestra dos fuerzas reales paralelas. Después de la adición del vector "en la ubicación de {\displaystyle {\vec {F}}_{2}}", la fuerza neta se traduce a la línea de aplicación apropiada, donde se convierte en la fuerza resultante {\displaystyle \scriptstyle {\vec {F}}_{\mathrm {R} }} . El procedimiento se basa en la descomposición de todas las fuerzas en componentes para los cuales las líneas de aplicación (líneas de puntos pálidos) se cruzan en un punto (el llamado polo, establecido arbitrariamente en el lado derecho de la ilustración). Luego, los argumentos del caso anterior se aplican a las fuerzas y sus componentes para demostrar las relaciones de torque.
3. La ilustración de la derecha muestra un par, dos fuerzas iguales pero opuestas para las cuales la cantidad de fuerza neta es cero, pero producen el par neto {\displaystyle \scriptstyle \tau =Fd} donde {\displaystyle \scriptstyle \ d}  es la distancia entre sus líneas de aplicación. Como no hay una fuerza resultante, este par puede describirse como par "puro".

## Uso

Diagrama vectorial para la adición de fuerzas no paralelas.

En general, un sistema de fuerzas que actúan sobre un cuerpo rígido siempre se puede reemplazar por una fuerza más un torque puro (ver sección anterior). La fuerza es la fuerza neta, pero para calcular el par adicional, a la fuerza neta se le debe asignar la línea de acción. La línea de acción se puede seleccionar arbitrariamente, pero el par puro adicional depende de esta elección. En un caso especial, es posible encontrar una línea de acción tal que este par adicional sea cero. 
La fuerza y el par resultantes se pueden determinar para cualquier configuración de fuerzas. Sin embargo, un caso especial interesante es una resultante libre de torque. Esto es útil, tanto conceptual como prácticamente, porque el cuerpo se mueve sin girar como si fuera una partícula. 
Algunos autores no distinguen la fuerza resultante de la fuerza neta y usan los términos como sinónimos.